# Steve Tuynman
Steven Norman Tuynman (Sydney, 30 maggio 1963) è un ex rugbista a 15 e allenatore di rugby a 15 australiano.

## Biografia
Compì gli studi superiori alla Hunters Hill High School e, a 19 anni, fu il capitano della Nazionale australiana studentesca; in seguito fu anche capitano della selezione nazionale Under-21.
Praticò rugby di club nell'Eastwood, per il quale scese in campo più di 100 volte, ed esordì in Nazionale australiana nel 1983 a Clermont-Ferrand contro la Francia; un anno dopo prese parte al tour dell'Australia in Europa, nel corso del quale gli Wallabies si aggiudicarono il primo Grande Slam della storia nell'Emisfero Nord.
Fu presente alla Coppa del Mondo di rugby 1987 con 4 incontri e chiuse la carriera internazionale nel corso della Bledisloe Cup 1990 contro la Nuova Zelanda.
Dopo il ritiro è passato alla carriera tecnica, e ha guidato gli Waratahs dal 2005 al 2008 come assistente allenatore.
Al suo nome è intitolato anche un premio giovanile istituito dalla federazione rugbistica del Nuovo Galles del Sud.